# Leuzea
Genre
Synonymes
Rhaponticum Ludw., 1757
Classification APG III (2009)
Leuzea (les leuzées) est un genre de plantes à fleurs de la famille des Asteraceae.
Le taxon est considéré comme un synonyme de Rhaponticum.